# 1989 (album)
Az 1989 Taylor Swift amerikai énekesnő és dalszerző ötödik stúdióalbuma. 2014. október 27-én jelent meg a Big Machine Records által. Az albumot az 1980-as évek popzenéje ihlette, az az időszak, amelyben született.
Az album most nem az énekesnő előző albumaihoz hasonló country zenét tartalmaz, hanem pop zenét, ami eddig távolabb állt tőle. Úgy írta le, hogy az első hivatalos pop albuma. Az 1989 általánosan pozitív kritikákban részesült, ezenkívül 2014 egyik legsikeresebb albuma lett.
Az album elsőként debütált a Billboard 200-as listáján és egy hét alatt több mint 1 millió példányt adtak el belőle. Ezzel rekordott döntött, mint a legelső előadó, akinek három albuma is egymillió példány feletti eladást produkál egy hét alatt. 2016 februárjáig 5,7 milliót adtak el belőle csak az Egyesült Államokban, 8,6 milliót pedig világszerte. Hét kislemez jelent meg róla eddig hatalmas sikerrel.
Az 1989 elnyerte a Grammy díjátadón az év legjobb albuma címet, ezzel Taylor Swift az első olyan női előadóvá vált, akinek két albuma is megnyerte ezt a díjat. Szintén sikerült nyernie a legjobb pop vokál album kategóriában, ami első nagy elismerése pop előadóként. A Shake It Off és a Blank Space című kislemezeket szintén jelölték több kategóriában is. A Bad Blood című kislemezt is jelölték két kategóriában, melyekből az egyiket meg is nyerte. 2020-ban Minden idők 500 legjobb albuma listán 393. helyen szerepelt.

## Háttér
Swift kiadta negyedik stúdióalbumát, a Redet 2012. október 22-én. Az eladások terén nagy siker volt, elsőként debütált a Billboard 200-as listán és 1 hét alatt több mint egymillió példányt adtak el belőle. Ezzel ő lett az első olyan női előadó, akinek két albuma egymillió példányban kelt el egy hét alatt. Hogy reklámozza albumát, elindult a Red Turné, ami 2013 márciusától szeptemberig tartott. Észak-amerika-i, új-zéland-i, ausztráliai, angliai, németországi és ázsiai stadionok és arénák is voltak az állomások között. Ebben az időszakban a média elkezdett érdeklődni Swift romantikus élete iránt. A turné és a média fürkészése közben elkezdett dolgozni az 1989-en.

## Kislemezek
2014. augusztus 18-án Swift kiadta az album első kislemezét, a Shake It Off-ot, amelynek társírói és producerei Martin és Shellback voltak. A videóklipet Mark Romanek rendezte. A klipben profi táncosok szerepeltek és Taylor maga.
November 10-én a második kislemez, a Blank Space is napvilágot látott. A videóklip ugyanezen a napon kiszivárgott, így előrehozták a klip premierjét.
2015. február 9-én jelent meg a harmadik kislemez, a Style.
2015. május 17-én a 2015-ös Billboard díjátadón debütált újabb kislemeze, a Bad Blood, videóklippel. A klipben Swift több barátja is látható, többekközött Karlie Kloss, Lena Dunham és Selena Gomez. A dalon Kendrick Lamar is közreműködött, aki szintén szerepel a videóban. Akik úgyszint benne voltak az énekesnő barátai közül: Lily Aldridge, Zendaya, Hayley Williams, Gigi Hadid, Ellie Goulding, Hailee Steinfeld, Jessica Alba, Serayah, Martha Hunt, Ellen Pompeo, Mariska Hargitay, Cara Delevigne és Cindy Crawford, akiknek saját nevük és személyiségük is volt.
A Wildest Dreams az ötödik kislemezként lett kiadva 2015. augusztus 31-én.
2015 decemberében a Billboard magazin közölte, hogy az Out of the Woods lesz a hatodik kislemez. A videóklip 2015. december 31-én debütált a New Year's Rockin' Eve-en. A rádiókba 2016. február 5-étől kezdve játsszák.
A New Romantics 2016. február 23-án debütált a rádiókban, mint az album hetedik kislemeze.

## Kritikai fogadtatás
Az 1989 többségben pozitív kritikákat kapott. A Metacritic-nél 100 pontból 76 pontot szerzett, ami egy egész jó eredmény. A Rolling Stone egyik embere, Rob Sheffield írta: "Nagyon fura, hevesen érzelmes, féktelenül lelkes. Az 1989 pontosan úgy hangzik, mint Taylor Swift, még ha úgy hangzik, mint amit még sosem csinált." A többi kritika is hasonló volt. Spin a 10-ből 7 ponttal jellemezte, az All Music pedig az ötből három csillagot ítélt az albumnak.

## Díjak
Az 1989 díjat kapott a 2015 MTV Video Music Awards-on a Bad Blood-ért, ami az év videója lett. A legjobb női videó díja pedig a Blank Space-é lett. A 2015-ös Grammy-n az év albuma lett, majd a 2016-oson is, ezzel az első olyan női előadó lett, aki kétszer is megkapta ezt az elismerést. Az legjobb popvokálalbum kategóriában is győzött. A Shake It Off és a Blank Space számok pedig 3 kategóriában is jelölve lettek.

## Az album dalai
| 1989 – Standard változat | 1989 – Standard változat   | 1989 – Standard változat    | 1989 – Standard változat           | 1989 – Standard változat | 1989 – Standard változat | 1989 – Standard változat | 1989 – Standard változat | 1989 – Standard változat | 1989 – Standard változat |
| #                        | Cím                        | Szerző(k)                   | Producerek                         | Hossz                    |                          |                          |                          |                          |                          |
| ------------------------ | -------------------------- | --------------------------- | ---------------------------------- | ------------------------ | ------------------------ | ------------------------ | ------------------------ | ------------------------ | ------------------------ |
| 1.                       | Welcome to New York        | Ryan Tedder                 | Tedder Noel Zancanella Swift       | 3:32                     |                          |                          |                          |                          |                          |
| 2.                       | Blank Space                | Max Martin Shellback        | Martin Shellback                   | 3:51                     |                          |                          |                          |                          |                          |
| 3.                       | Style                      | Martin Shellback Ali Payami | Martin Shellback Payami            | 3:51                     |                          |                          |                          |                          |                          |
| 4.                       | Out of the Woods           | Jack Antonoff               | Antonoff Swift Martin              | 3:55                     |                          |                          |                          |                          |                          |
| 5.                       | All You Had to Do Was Stay | Martin                      | Martin Shellback Mattman & Robin   | 3:13                     |                          |                          |                          |                          |                          |
| 6.                       | Shake It Off               | Martin Shellback            | Martin Shellback                   | 3:39                     |                          |                          |                          |                          |                          |
| 7.                       | I Wish You Would           | Antonoff                    | Antonoff Swift Greg Kurstin Martin | 3:27                     |                          |                          |                          |                          |                          |
| 8.                       | Bad Blood                  | Martin Shellback            | Martin Shellback                   | 3:31                     |                          |                          |                          |                          |                          |
| 9.                       | Wildest Dreams             | Martin Shellback            | Martin Shellback                   | 3:40                     |                          |                          |                          |                          |                          |
| 10.                      | How You Get the Girl       | Martin Shellback            | Martin Shellback                   | 4:07                     |                          |                          |                          |                          |                          |
| 11.                      | This Love                  |                             | Nathan Chapman Swift               | 4:10                     |                          |                          |                          |                          |                          |
| 12.                      | I Know Places              | Tedder                      | Tedder Zancanella Swift            | 3:15                     |                          |                          |                          |                          |                          |
| 13.                      | Clean                      | Imogen Heap                 | Heap Swift                         | 4:30                     |                          |                          |                          |                          |                          |
| 48:51                    |                            |                             |                                    |                          |                          |                          |                          |                          |                          |

| 1989– Kanadai digitális deluxe változat (iTunes bónusz számok) | 1989– Kanadai digitális deluxe változat (iTunes bónusz számok) | 1989– Kanadai digitális deluxe változat (iTunes bónusz számok) | 1989– Kanadai digitális deluxe változat (iTunes bónusz számok) | 1989– Kanadai digitális deluxe változat (iTunes bónusz számok) | 1989– Kanadai digitális deluxe változat (iTunes bónusz számok) | 1989– Kanadai digitális deluxe változat (iTunes bónusz számok) | 1989– Kanadai digitális deluxe változat (iTunes bónusz számok) | 1989– Kanadai digitális deluxe változat (iTunes bónusz számok) | 1989– Kanadai digitális deluxe változat (iTunes bónusz számok) |
| #                                                              | Cím                                                            | Szerző(k)                                                      | Producerek                                                     | Hossz                                                          |                                                                |                                                                |                                                                |                                                                |                                                                |
| -------------------------------------------------------------- | -------------------------------------------------------------- | -------------------------------------------------------------- | -------------------------------------------------------------- | -------------------------------------------------------------- | -------------------------------------------------------------- | -------------------------------------------------------------- | -------------------------------------------------------------- | -------------------------------------------------------------- | -------------------------------------------------------------- |
| 14.                                                            | Wonderland                                                     | Martin Shellback                                               | Martin Shellback                                               | 4:05                                                           |                                                                |                                                                |                                                                |                                                                |                                                                |
| 15.                                                            | New Romantics                                                  | Martin Shellback                                               | Martin Shellback                                               | 3:50                                                           |                                                                |                                                                |                                                                |                                                                |                                                                |
| 56:36                                                          |                                                                |                                                                |                                                                |                                                                |                                                                |                                                                |                                                                |                                                                |                                                                |

| 1989– Nemzetközi, USA és Canada Target deluxe változat (bónusz számok) | 1989– Nemzetközi, USA és Canada Target deluxe változat (bónusz számok) | 1989– Nemzetközi, USA és Canada Target deluxe változat (bónusz számok) | 1989– Nemzetközi, USA és Canada Target deluxe változat (bónusz számok) | 1989– Nemzetközi, USA és Canada Target deluxe változat (bónusz számok) | 1989– Nemzetközi, USA és Canada Target deluxe változat (bónusz számok) | 1989– Nemzetközi, USA és Canada Target deluxe változat (bónusz számok) | 1989– Nemzetközi, USA és Canada Target deluxe változat (bónusz számok) | 1989– Nemzetközi, USA és Canada Target deluxe változat (bónusz számok) | 1989– Nemzetközi, USA és Canada Target deluxe változat (bónusz számok) |
| #                                                                      | Cím                                                                    | Szerző(k)                                                              | Producerek                                                             | Hossz                                                                  |                                                                        |                                                                        |                                                                        |                                                                        |                                                                        |
| ---------------------------------------------------------------------- | ---------------------------------------------------------------------- | ---------------------------------------------------------------------- | ---------------------------------------------------------------------- | ---------------------------------------------------------------------- | ---------------------------------------------------------------------- | ---------------------------------------------------------------------- | ---------------------------------------------------------------------- | ---------------------------------------------------------------------- | ---------------------------------------------------------------------- |
| 14.                                                                    | Wonderland                                                             |                                                                        |                                                                        | 4:05                                                                   |                                                                        |                                                                        |                                                                        |                                                                        |                                                                        |
| 15.                                                                    | You Are in Love                                                        | Antonoff                                                               | Antonoff Swift Martin Sablon:Ref                                       | 4:27                                                                   |                                                                        |                                                                        |                                                                        |                                                                        |                                                                        |
| 16.                                                                    | New Romantics                                                          |                                                                        |                                                                        | 3:50                                                                   |                                                                        |                                                                        |                                                                        |                                                                        |                                                                        |
| 17.                                                                    | I Know Places (Piano/Vocal) (Voice Memo)                               |                                                                        |                                                                        | 3:36                                                                   |                                                                        |                                                                        |                                                                        |                                                                        |                                                                        |
| 18.                                                                    | I Wish You Would (Track/Vocal) (Voice Memo)                            |                                                                        |                                                                        | 1:47                                                                   |                                                                        |                                                                        |                                                                        |                                                                        |                                                                        |
| 19.                                                                    | Blank Space (Guitar/Vocal) (Voice Memo)                                |                                                                        |                                                                        | 2:11                                                                   |                                                                        |                                                                        |                                                                        |                                                                        |                                                                        |
| 68:37                                                                  |                                                                        |                                                                        |                                                                        |                                                                        |                                                                        |                                                                        |                                                                        |                                                                        |                                                                        |

| 1. | Shake It Off (videóklip)                             | Mark Romanek |  |
| 2. | Shake It Off – The Cheerleaders Scene                |              |  |
| 3. | Shake It Off – The Ballerinas Scene                  |              |  |
| 4. | Shake It Off – The Modern Dancers Scene              |              |  |
| 5. | Shake It Off – The Animators Scene                   |              |  |
| 6. | Shake It Off – The Twerkers & Finger Tutting Scene   |              |  |
| 7. | Shake It Off – The Ribbon Dancers Scene              |              |  |
| 8. | Shake It Off – The Band, The Fans & The Extras Scene |              |  |

## Helyezések
| Helyezés (2014–2015)                          | Állapot |
| --------------------------------------------- | ------- |
| Ausztrália (ARIA Top 50 Albums)               | 1       |
| Ausztria (Ö3 Austria Top 40)                  | 5       |
| Belgium (Ultratop Flandria)                   | 1       |
| Belgium (Ultratop Vallónia)                   | 7       |
| Brazíliai albumok (ABPD)                      | 3       |
| Kanada (Billboard Canadian Albums Chart)      | 1       |
| Kínai albumok (Sino Chart)                    | 1       |
| Horvátország (HDU Toplista)                   | 1       |
| Csehország (ČNS IFPI Albums Top 100)          | 17      |
| Dánia (Hitlisten Album Top 40)                | 2       |
| Hollandia (Dutch Charts Album Top 100)        | 1       |
| Finnország (Musiikkituottajat Albumit Top 50) | 10      |
| Franciaország (SNEP Album Top 100)            | 9       |
| Németország (Media Control Top 100 Album)     | 4       |
| Görög albumok (IFPI)                          | 11      |
| Magyarország (MAHASZ Top 40 albumlista)       | 22      |
| Írország (IRMA)                               | 1       |
| Olaszország (FIMI Album Top 20)               | 5       |
| Japán (Oricon)                                | 3       |
| Dél-Korea (GAON Top 100 Album nemzetközi)     | 2       |
| Mexikói albumok (AMPROFON)                    | 1       |
| Új-Zéland (Recorded Music NZ Top 40 Albums)   | 1       |
| Norvégia (VG-lista Album Top 40)              | 1       |
| Lengyelország (ZPAV Album Top 50)             | 17      |
| Portugália (AFP Top 30 Albums)                | 3       |
| Orosz albumok (NFPP)                          | 7       |
| Egyesült Királyság (Scottish Albums)          | 1       |
| Dél-Afrikai albumok (RISA)                    | 7       |
| Spanyolország (PROMUSICAE Top 100 Álbumes)    | 4       |
| Svédország (Sverigetopplistan Top 60 Albums)  | 23      |
| Svájc (Schweizer Hitparade Top 100 Albums)    | 3       |
| Taiwan albumok (G-Music)                      | 2       |
| Egyesült Királyság (UK Albums Chart)          | 1       |
| USA Billboard 200                             | 1       |

| Helyezés (2014)                      | Állapot |
| ------------------------------------ | ------- |
| Ausztrál albumok (ARIA)              | 2       |
| Belga albumok (Ultratop Flanders)    | 71      |
| Belgiumi albumok (Ultratop Wallonia) | 198     |
| Kanadai albumok (Billboard)          | 2       |
| Német Albumok (Official Top 100)     | 71      |
| Ír albumok (IRMA)                    | 7       |
| Japán albumok (Oricon)               | 34      |
| Mexikói album helyezés               | 28      |
| Új-Zéland-i album helyezés           | 3       |
| UK album helyezés                    | 11      |
| US Billboard 200                     | 3       |

| Helyezés (2015)                  | Állapot |
| -------------------------------- | ------- |
| Ausztrál albumok (ARIA)          | 3       |
| Kanadai albumok (Billboard)      | 1       |
| Holland albumok (Mega Charts)    | 35      |
| Német albumok (Official Top 100) | 56      |
| Ír albumok (IRMA)                | 7       |
| Japán albumok (Oricon)           | 30      |
| Mexikói albumok (AMPROFON)       | 20      |
| Új-Zélandi Albumok(RMNZ)         | 5       |
| Swiss albumok (Swiss Hitparade)  | 47      |
| UK Album helyezés                | 6       |
| US Billboard 200                 | 1       |

| Helyezés         | Állapot |
| ---------------- | ------- |
| US Billboard 200 | 64      |